# Galičnjak
Koordinati:   42°44′28″N, 17°38′15″EGaličnjak je majhen nenaseljen otoček v Jadranskem morju. Pripada Hrvaški.
Galičnjak leži severno od otoka Mljeta pred vhodom v zaliv Sobra med rtom Pusti in otočkom Borovac, od katerega je oddaljen okoli 1,8 km. Površina Galičnjaka meri 0,028 km². Dolžina obalnega pasu je 0,65 km. Najvišji vrh je visok 27 mnm.